# Sofía Santacreu
Sofía Santacreu Calatayud (Barcelona, 7 de febrero de 2006) es una deportista de España que compite en atletismo. Ganó dos medallas de oro en el Campeonato Europeo de Atletismo Sub-20, una en 2023 y la otra en 2025, en la prueba de 10 000 m marcha.

## Palmarés internacional
| Campeonato Europeo Sub-20 | Campeonato Europeo Sub-20 | Campeonato Europeo Sub-20 | Campeonato Europeo Sub-20 |
| Año                       | Lugar                     | Medalla                   | Prueba                    |
| ------------------------- | ------------------------- | ------------------------- | ------------------------- |
| 2023                      | Jerusalén (Israel)        | Medalla de oro            | 10 000 m marcha           |
| 2025                      | Tampere (Finlandia)       | Medalla de oro            | 10 000 m marcha           |

## Competiciones internacionales
| Representando a España en marcha atlética | Representando a España en marcha atlética | Representando a España en marcha atlética | Representando a España en marcha atlética | Representando a España en marcha atlética | Representando a España en marcha atlética |
| Año                                       | Competición                               | Sede                                      | Puesto                                    | Prueba                                    | Marca                                     |
| ----------------------------------------- | ----------------------------------------- | ----------------------------------------- | ----------------------------------------- | ----------------------------------------- | ----------------------------------------- |
| 2022                                      | Campeonato de Europa Sub-18               | Jerusalén                                 | Medalla de oro                            | 5000 m                                    | 22:46.32 NU18R                            |
| 2023                                      | Campeonato de Europa Sub-20               | Jerusalén                                 | Medalla de oro                            | 10 000 m                                  | 45:59.76                                  |
| 2024                                      | Campeonato Mundial por Equipos            | Antalya                                   | 03 ! [ n 1 ]                              | 10 km                                     | 45:17                                     |
| 2025                                      | Campeonato de Europa Sub-20               | Tampere                                   | Medalla de oro                            | 10 000 m                                  | 43:47.89 NU20R WU20L                      |

1. ↑   por equipos